# Diskografie Margaret
Diskografie Margaret, polské zpěvačky, se skládá ze 2 studiových alb, jednoho EP, 9 singlů a 9 videoklipů. Zpěvačka debutovala na hudebním trhu v roce 2013 s EP nazvaným All I Need, které se umístilo na 50. místě v žebříčku OLiS. O rok později vešlo do prodeje její debutové studiové album Add the Blonde, které se umístilo na 8. místě v polském žebříčku prodejnosti a obdrželo platinovou desku.
V roce 2015 bylo vydáno její druhé studiové album Just the Two of Us, který nahrála v duetu s Mattem Duskem. Album se umístilo na 28. pozici v žebříčku OLiS a obdrželo zlatou desku.
Debutový singl zpěvačky „Thank You Very Much” z roku 2013 se umístil na 41. místě v oficiálním žebříčku prodejnosti v Německu, na 38. místě v Rakousku a na 22. místě v Itálii. Následné singly zpěvačky „Wasted”, „Start a Fire” a „Heartbeat” se umístily v žebříčku AirPlay mezi nejhranějšími písněmi v rozhlasových stanicích v Polsku.

## Studiová alba
| Rok  | Podrobnosti | Nejvyšší umístění v žebříčku | Certifikace    | Prodejnost     |
| Rok  | Podrobnosti | POL                          | Certifikace    | Prodejnost     |
| ---- | --- | ---------------------------- | -------------- | -------------- |
| 2014 | Add the Blonde - Vydáno: 26. srpen 2014 - Vydavatelstvo: Universal Music Polska, Magic Records - Formát: CD, digital download, gramodeska                     | 8                            | - POL: platina | - POL: 30 000+ |
| 2015 | Just the Two of Us (& Matt Dusk) - Vydáno: 6. listopad 2015 - Vydavatelstvo: Universal Music Polska, Magic Records - Formát: CD, digital download, gramodeska | 28                           | - POL: zlato   | - POL: 5 000+  |
| 2017 | Monkey Business - Vydáno: 2. červen 2017 - Vydavatelstvo: Magic Records, Universal Music Polska - Formát: CD, digital download                                | –                            |                |                |

## EP
| Rok  | Podrobnosti | Nejvyšší umístění v žebříčku |
| Rok  | Podrobnosti | POL                          |
| ---- | --- | ---------------------------- |
| 2013 | All I Need - Vydáno: 30. červenec 2013 - Vydavatelstvo: Universal Music Polska, Magic Records - Formát: CD, digital download | 50                           |

## Singly
| Rok  | Název                              | Nejvyšší umístění v žebříčku | Nejvyšší umístění v žebříčku | Nejvyšší umístění v žebříčku | Nejvyšší umístění v žebříčku | Nejvyšší umístění v žebříčku | Certifikace                                  | Prodejnost                    | Album              |
| Rok  | Název                              | POL (airplay)                | AUT                          | DEU                          | ITA                          | SWE                          | Certifikace                                  | Prodejnost                    | Album              |
| ---- | ---------------------------------- | ---------------------------- | ---------------------------- | ---------------------------- | ---------------------------- | ---------------------------- | -------------------------------------------- | ----------------------------- | ------------------ |
| 2013 | „Thank You Very Much”              | –                            | 38                           | 41                           | 22                           | –                            |                                              |                               | All I Need         |
| 2013 | „Tell Me How Are Ya”               | –                            | –                            | –                            | –                            | –                            |                                              |                               | All I Need         |
| 2014 | „Wasted”                           | 6                            | –                            | –                            | –                            | –                            |                                              |                               | Add the Blonde     |
| 2014 | „Start a Fire”                     | 10                           | –                            | –                            | –                            | –                            |                                              |                               | Add the Blonde     |
| 2015 | „Heartbeat”                        | 11                           | –                            | –                            | –                            | –                            |                                              |                               | Add the Blonde     |
| 2015 | „Just the Two of Us” (& Matt Dusk) | –                            | –                            | –                            | –                            | –                            |                                              |                               | Just the Two of Us |
| 2015 | „‘Deed I Do” (& Matt Dusk)         | –                            | –                            | –                            | –                            | –                            |                                              |                               | Just the Two of Us |
| 2016 | „Cool Me Down”                     | 4                            | –                            | –                            | –                            | 36                           | - POL: 2× platinová deska - SWE: zlatá deska | - POL: 40 000+ - SWE: 20 000+ | Add the Blonde     |
| 2016 | „Elephant”                         | 21                           | –                            | –                            | –                            | –                            |                                              |                               | Add the Blonde     |
| 2017 | „Blue Vibes”                       | –                            | –                            | –                            | –                            | –                            |                                              |                               | Monkey Business    |
| 2017 | „What You Do”                      | 24                           | –                            | –                            | –                            | –                            |                                              |                               | Monkey Business    |

## Ostatní skladby
| Rok  | Název | Album                |
| ---- | --- | -------------------- |
| 2014 | „O mnie się nie martw” | –                    |
| 2014 | „Santa Claus Is Coming to Town” (& Pamela Stone) | Siemacha po kolędzie |
| 2014 | „Pójdźmy wszyscy do stajenki” (& Rafał Brzozowski, Marcin Kindla, Natali, Honorata Skarbek, Marta „Sarsa“ Markiewicz, Jakub Szwast, Pamela Stone, Marcin Spenner, Adi Kowalski, Maria Niklińska, Kasia Popowska, Kasia Ignatowicz) | Siemacha po kolędzie |
| 2014 | „Have Yourself a Merry Little Christmas” | –                    |
| 2015 | „Smak radości” | –                    |
| 2015 | „FourFiveSeconds” (& Sound’n’Grace a Wojciech Miecznikowski) | –                    |
| 2015 | „A kto wie czy za rogiem” (& Siemacha) | Gwiazdy po kolędzie  |
| 2015 | „Gdy się Chrystus rodzi” (& Pamela Stone, Kasia Popowska, Sarsa, Rafał Brzozowski, Antek Smykiewicz, Siemacha) | Gwiazdy po kolędzie  |
| 2015 | „Kolęda warszawska 1939” | –                    |

### Pozice v žebříčcích
| Rok  | Název                                                                | Nejvyšší umístění v žebříčku |
| Rok  | Název                                                                | POL (airplay)                |
| ---- | -------------------------------------------------------------------- | ---------------------------- |
| 2015 | „Coraz bliżej święta” (feat. finalisté 6. edice The Voice of Poland) | 32                           |

## Videoklipy

### Videoklipy k singlům
| Rok  | Název                     | Režisér           |
| ---- | ------------------------- | ----------------- |
| 2013 | „Thank You Very Much”     | Chris Piliero     |
| 2014 | „Wasted”                  | Julia Bui Ngoc    |
| 2014 | „Start a Fire” (1. verze) | Agata Tadra       |
| 2014 | „Start a Fire” (2. verze) | Olga Czyżykiewicz |
| 2015 | „Heartbeat”               | Olga Czyżykiewicz |
| 2015 | „Just the Two of Us”      | Olga Czyżykiewicz |
| 2015 | „‘Deed I Do”              | Olga Czyżykiewicz |
| 2016 | „Cool Me Down”            | Olga Czyżykiewicz |
| 2016 | „Elephant”                | Bogna Kowalczyk   |

### Ostatní
| Rok  | Název                                    | Režisér                            |
| ---- | ---------------------------------------- | ---------------------------------- |
| 2014 | „O mnie się nie martw”                   | Jacek Kościuszko                   |
| 2014 | „Pójdźmy wszyscy do stajenki”            | –                                  |
| 2014 | „Have Yourself a Merry Little Christmas” | Sebastian Huber                    |
| 2015 | „Smak radości”                           | –                                  |
| 2015 | „FourFiveSeconds”                        | Sebastian Huber, Mateusz Deoniziak |
| 2015 | „Dance for 2”                            | Zuzanna Krajewska                  |
| 2015 | „Coraz bliżej święta”                    | –                                  |
| 2015 | „Gdy się Chrystus rodzi”                 | –                                  |
| 2015 | „Kolęda warszawska 1939”                 | Anna Powierża                      |
| 2016 | „Atomówki”                               | –                                  |